# Trapelus sanguinolentus
Trapelus sanguinolentus är en ödleart som beskrevs av  Peter Simon Pallas 1814. Trapelus sanguinolentus ingår i släktet Trapelus och familjen agamer.

## Underarter
Arten delas in i följande underarter:
- T. s. aralensis
- T. s. sanguinolentus